# Chainstore-Paradoxon
Das Chainstore-Paradoxon ist ein von Reinhard Selten entworfenes spieltheoretisches Fallbeispiel im Bereich des wirtschaftlichen Wettbewerbs, bei dem das aufgrund rationaler Argumente beste Verhalten im Widerspruch zum empirisch offensichtlichen Verhalten steht. Dem Spiel liegt das Kaufhauskettenspiel (chain store game) zugrunde, bei dem ein Konkurrent in den Markt eintritt und der Marktführer, die Kaufhauskette, vor der Wahl steht, den neuen Konkurrenten durch einen Preiskampf zu verdrängen oder ihn zu tolerieren. Beim Kaufhauskettenspiel sind die Auszahlungen so gewählt, dass es rational wäre, wenn der Marktführer den Eindringling toleriert und keinen für beide ruinösen Preiskampf führt. Wenn nun eine Folge des Markteintritts mehrerer Konkurrenten aus der Sicht einer Kaufhauskette betrachtet wird, scheint es aufgrund Rückwärtsinduktion rational, wenn die Kaufhauskette grundsätzlich Markteindringlinge toleriert, was im strikten Gegensatz zu den in der Praxis zu beobachtenden Markteintrittskämpfen steht.

## Chainstore Game und Rahmenbedingungen
Bei dem diesem Paradoxon zugrunde liegenden „Kaufhauskettenspiel“ beherrscht ein Unternehmen den Markt. Nun hat ein Konkurrent die Wahl, in den Markt einzutreten oder es zu unterlassen. Bei letzterem erhält der Konkurrent die Auszahlung 0, der Marktbeherrscher erhält 5. Tritt der Konkurrent dagegen in den Markt ein, hat der Marktbeherrscher die Wahl, diesen zu bekämpfen oder zu tolerieren. Entscheidet er sich für das Bekämpfen, erhalten beide die Auszahlung 0, toleriert er den Konkurrenten, erhalten beide die Auszahlung 2.
Das einzige teilspielperfekte Nash-Gleichgewicht ist letztere Variante, also der Markteintritt des Konkurrenten und das Tolerieren durch den Marktbeherrschenden.
|             | Preiskampf | Marktteilung |
| ----------- | ---------- | ------------ |
| Fernbleiben | 0;5        | 0;5          |
| Zutritt     | 0;0        | 2;2          |

Reinhard Selten erstellte nun auf Basis dieses Spiels ein Modell, um die Rationalität des Verhaltens marktbeherrschender Unternehmen bei Markteintritt eines Konkurrenten zu untersuchen. Dabei unterstellte er folgende Rahmenbedingungen:
- Die Anzahl der bei diesem Spiel betrachteten Märkte ist begrenzt
- Die Eintrittsdrohungen durch Konkurrenten ereignen sich sequentiell
- Die Konkurrenten handeln isoliert (keine Kooperation)
- Allen Beteiligten sind alle zu erwartenden Auszahlungen bekannt (Perfekte Information)
- Das Aufkaufen der Konkurrenten durch den Marktbeherrschenden ist nicht möglich

In Seltens Originalversion hat nun der Marktbeherrschende 20 Filialen in verschiedenen Städten. In sequentieller Folge überlegen nun Konkurrenten in den verschiedenen Städten in den Markt einzutreten. Bei der Rückwärtsinduktion betrachtet man nun zunächst den letzten Fall, nachdem die 19 Entscheidungen zuvor bereits gefallen sind. In diesem 20. Fall wäre es nun für den Marktbeherrschenden rational, den Eindringling zu tolerieren. Dann wird der 19. Fall zum letzten Spiel, wobei auch hier die rationale Entscheidung dieselbe sein muss, was sich bis zum ersten Fall fortsetzt. Damit müsste ein Eindringling immer toleriert werden.

## Deutung des Paradoxons
Reinhard Selten hat den Widerspruch zwischen ökonomischer Realität und spieltheoretischem Modell dadurch erklärt, dass Entscheider in der Praxis nicht in der Lage sind, die Rückwärtsinduktion über viele Perioden durchzuführen.
Ein anderer Ansatz diese Diskrepanz zu deuten besteht darin, dass Seltens einfaches Modell nicht den Faktor der Reputation beinhaltet, der in der Praxis eine Rolle spielen kann. Jedoch ist im Kettenladen-Modell die Reputation für den Filialisten in der letzten Periode wertlos, weil nicht weitergespielt wird, und der Kettenladenbesitzer wird nicht durch Gewinnverzicht zwecks Abschreckung in Reputation investieren. Das gilt dann per Rückwärtsinduktion für alle Perioden.
Wesentliche Voraussetzung für die Anwendbarkeit der Rückwärtsinduktion ist, dass die Anzahl der Wiederholungen bekannt ist. Dies muss nicht gegeben sein: Der Marktführer weiß in Wirklichkeit normalerweise nicht, gegen wie viele Konkurrenten er sich verteidigen muss. In diesem Fall wird er eventuell auch den letzten Konkurrenten zum Erhalten seiner Reputation bekämpfen – er weiß ja nicht, dass er keine weiteren Konkurrenten hat.